# مدل تی
مدل تی (به انگلیسی: T-model)، یک فرمول است که بازدهی را که سهامداران یک شرکت در یک دوره زمانی به دست آوردند با استفاده از متغیرهای حسابداری حاصل از صورتهای مالی بیان می‌کند. به طور خاص، این فرمول می‌گوید:
{\displaystyle (1){\mathit {T}}={\mathit {g}}+{\frac {{\mathit {R}}OE-{\mathit {g}}}{{\mathit {P}}B}}+{\frac {\Delta PB}{PB}}{\mathit {(}}1+g)}
T= کل بازده سهام در طی یک دوره (افزایش قیمت+سود توزیعی)
g=نرخ رشد ارزش دفتری شرکت در طول دوره
PB=نسبت قیمت به ارزش دفتری در شروع دوره
ROE=بازده حقوق صاحبان سهام شرکت به عبارت دیگر، عواید طی دوره تقسیم بر ارزش دفتری حقوق صاحبان سهام
مدل Tمفاهیم بنیادی را با بازده سرمایه‌گذاری مرتبط می‌کند و به یک تحلیلگر اجازه می‌دهد تا عملکرد مالی را پیش بینی کند و این پیش بینی را به یک بازده مورد انتظار تبدیل کند که در انتخاب سرمایه‌گذاری کاربرد دارد.
هنگامیکه مقادیر تاریخی نرخ رشد(g)، نسبت قیمت به ارزش دفتری(PB)و غیره در مدل Tجایگزین می‌شوند تقریباً بازدهی نزدیک به بازده واقعی سهام به دست می‌آید. برخلاف برخی از فرمولهای ارزش گذاری مطرح شده، مدل T از لحاظ مفهوم ریاضی صحیح است (استخراج مدل را ببینید). با این حال این موضوع به هیچ وجه مدل T را به عنوان یک ابزار موفق برای انتخاب سهام تضمین نمی‌کند.
به هر حال، مدل T دارای مزایایی بیش از تکنیکهای ارزیابی بنیادی است که معمولاً مورد استفاده قرار می‌گیرند مثل تکنیک نسبت P/E یا مدل تنزیل سود تقسیمی. مدل Tاز نظر ریاضی کامل است و هر ارتباطی بین اصول بنیادین شرکت و عملکرد سهام در آن صریح و روشن است، بنابراین کاربر می‌تواند مفروضات ساده شده را ببیند.
برخی از مشکلات کاربردی ناشی از تغییرات صورت کسر ROE است. با توجه به این موضوع برای پیش بینی بهتر در سال ۲۰۰۳،Estepیک نسخه از مدل Tرا منتشر کرد که از اقلام نقدی مشتق شده است:جریان نقدی، داراییهای ناخالص و کل بدهیها.
توجه داشته باشید که تمام روش‌های بنیادی ارزشیابی متمایز از مدل‌های اقتصادی مانند مدل قیمت گذاری دارایی‌های سرمایه‌ای و نسل‌های مختلف آن می‌باشد. مدل‌های مالی تلاش می‌کنند تا بازده مورد انتظار ناشی از عملکرد مالی آینده شرکت را پیش بینی کنند، درحالیکه مدلهایی از نوع CAPM به بازده مورد انتظار به عنوان مجموع نرخ بازده بدون ریسک و یک صرف ریسک برای مواجهه با تغییرپذیری بازده توجه می‌کنند.

## استخراج مدل
بازدهی که یک سهامدار از سهامش دریافت می‌کند:
{\displaystyle (2){\mathit {T}}={\frac {\mathit {D}}{\mathit {P}}}+{\frac {\Delta P}{P}}}
که در آن
P=قیمت اولیه سهام
P∆=میزان افزایش یا کاهش قیمت (تغییرات قیمت)
D=سود توزیعی، یعنی سود تقسیمی نقدی به علاوه یا منهای اثر نقدی انتشار/بازخرید سهام شرکت
شرکتی را در نظر بگیرید که فروش و سود آن با نرخ g رشد می‌کند. وجوه شرکت با سرمایه‌گذاری در ماشین آلات و تجهیزات و سرمایه در گردش افزایش می یابد؛ بنابراین دارایی پایه نیز با نرخ g رشد می‌کند، و نسبت بدهی به حقوق صاحبان سهام ثابت است، پس خالص ثروت با نرخ g رشد می‌کند؛ بنابراین مقدار سود انباشته برای سرمایه‌گذاری مجدد با حاصل ضرب نرخ رشد در ارزش دفتری برابر است یعنی:gBV. بعد از پرداخت سود تقسیمی نقدی ممکن است یک مازاد وجود داشته باشد:
{\displaystyle {\mathit {X}}CF={\mathit {E}}-{\mathit {D}}iv-{\mathit {g}}BV\,}
که در آن
XCF=مازاد جریان نقد
E=عایدات
Div=سود تقسیمی نقدی
BV=ارزش دفتری
ممکن است شرکت بعد از پرداخت سود تقسیمی و رشد تأمین مالی، مازاد یا کمبود وجه نقد داشته باشد. به عبارت دیگر XCFممکن است مثبت باشد (شرکت وجه نقد برای بازخرید سهام دارد) یا منفی باشد (شرکت باید سهام منتشر کند)
فرض کنید که شرکت براساس XCF سهامش را می‌خرد با می‌فروشد، و یک سهامدار به تعداد کافی سهامش را می‌فروشد یا می‌خرد تا نسبت نگهداری خود از سهام شرکت را حفظ کند. پس بخشی از بازده کل، ناشی از سود توزیعی را می‌توان به این صورت نوشت:
{\displaystyle {\frac {{\mathit {D}}iv}{\mathit {P}}}+{\frac {{\mathit {X}}CF}{\mathit {P}}}}. چون{\displaystyle {\mathit {R}}OE={\frac {\mathit {E}}{{\mathit {B}}V}}}و {\displaystyle {\mathit {P}}B={\frac {\mathit {P}}{{\mathit {B}}V}}}است به این صورت ساده می‌شود:
{\displaystyle (3){\frac {\mathit {D}}{\mathit {P}}}={\frac {{\mathit {R}}OE-{\mathit {g}}}{{\mathit {P}}B}}}
در حال حاضر ما به راهی نیاز داریم تا بخش دیگر بازده را که ناشی از تغییر قیمت می‌باشد در قالب PB بنویسیم. برای درک نوشتاری به طور موقت PBرا با Aو BVرا با Bجایگزین می‌کنیم. پسP≡AB.
ما می‌توانیم تغییرات Pرا به این صورت بنویسیم:
{\displaystyle {\mathit {P}}+\Delta {\mathit {P}}=({\mathit {A}}+\Delta {\mathit {A}})({\mathit {B}}+\Delta {\mathit {B}})\,={\mathit {A}}B+{\mathit {B}}\Delta {\mathit {A}}+{\mathit {A}}\Delta {\mathit {B}}+\Delta {\mathit {A}}\Delta {\mathit {B}}\,}
از دو طرف معادله P {\displaystyle \equiv } ABرا کم می‌کنیم و دو طرف را بر P {\displaystyle \equiv } ABتقسیم می‌کنیم:
{\displaystyle {\frac {\Delta P}{P}}={\frac {\Delta {\mathit {B}}}{\mathit {B}}}+{\frac {\Delta {\mathit {A}}}{\mathit {A}}}\left({\mathit {1}}+{\frac {\Delta {\mathit {B}}}{\mathit {B}}}\right)}
Aهمان PBاست؛ علاوه براین ما میدانیم که {\displaystyle {\frac {\Delta {\mathit {B}}}{\mathit {B}}}={\mathit {g}}}. پس:
{\displaystyle (4){\frac {\Delta P}{P}}={\mathit {g}}+{\frac {\Delta PB}{PB}}{\mathit {(}}1+g)}
که از جایگزینی ۳و ۴ به فرمول ۲و ۱ می‌رسیم که همان مدل Tاست.

## مدل Tجریان نقدی
در سال ۲۰۰۳ ،Estep یک نسخه از مدل Tرا منتشر کرد که به تخمین بازده حقوق صاحبان سهام متکی نیست، اما بیشتر با اقلام نقدی سروکار دارد: جریان نقدی از صورت سود و زیان و حسابهای دارایی و بدهی از ترازنامه. مدل Tجریان نقدی به این صورت است:
{\displaystyle {\mathit {T}}={\frac {{\mathit {C}}F}{\mathit {P}}}+{\boldsymbol {\Phi }}g+{\frac {\Delta PB}{PB}}{\mathit {(}}1+g)}
که در آن:
{\displaystyle {\mathit {C}}F=cashflow\,} {\displaystyle {\mbox{(net income + depreciation + all other non-cash charges),}}\,}
CF=(درآمد خالص+استهلاک+سایر تغییرات نقدی) جریان نقد
{\displaystyle {\boldsymbol {\Phi }}={\frac {{\mathit {M}}ktCap-grossassets+totalliabilities}{{\mathit {M}}ktCap}}}
MktCap:ارزش بازار به انگلیسی Market capitalization به صورت خلاصه Market cap یا Mkt Cap به مجموع ارزش روز و متعارف سهام یک شرکت سهامی عام گفته می‌شود. این ارزش معادل ارزش روز و جاری یک سهام ضرب در تعداد سهم‌های منتشره توسط یک شرکت است.
Φ=ارزش بازار/(ارزش بازار-داراییهای ناخالص+کل بدهیها)
او اثبات کرد که این مدل از نظر ریاضی با مدل Tاصلی یکسان است و تحت مفروضات ساده و معین حسابداری نتایج یکسان به دست می‌آید. در عمل، زمانیکه به عنوان یک ابزار پیش بینی کاربردی از آن استفاده می‌کنیم ممکن است نسبت به مدل Tاستاندارد ارجح باشد، چون اقلام خاص حسابداری که به عنوان مقادیر ورودی مورد استفاده قرار می‌گیرند عموماً قابل اتکاتر هستند (که به تغییرات ناشی از تفاوت روشهای حسابداری حساسیت کمتری دارند)، از این رو احتمالاً این روش برای تخمین آسان تر است.

## ارتباط با سایر مدلهای ارزشگذاری
برخی از فرمولهای ارزشگذاری و تکنیکها را مانند مدل Tمیتوان درک کرد. برای مثال فروش یک سهم دقیقاً به ارزش دفتری در شروع و پایان دوره نگهداری در نظر بگیرید(PB=۱). در این حالت جمله سوم از مدل Tصفر می‌شود، و جمله‌های باقی‌مانده به سادگی برابر است با:
{\displaystyle {\mathit {T}}={\mathit {g}}+{\frac {{\mathit {R}}OE-{\mathit {g}}}{1}}=ROE}
چون {\displaystyle {\mathit {R}}OE={\frac {\mathit {E}}{{\mathit {B}}V}}} وما فرض می‌کنیم در این مورد {\displaystyle {\mathit {T}}={\frac {\mathit {E}}{\mathit {P}}}}،{\displaystyle {\mathit {B}}V={\mathit {P}}\ }که همان بازده عایدات است. به عبارت دیگر بازده عایدات می‌تواند تخمین صحیحی از بازده مورد انتظار برای سهمی باشد که همیشه به ارزش دفتری فروخته می‌شود؛ در این مورد، بازده مورد انتظار می‌تواند برابر با ROEشرکت باشد.
شرکتی را در نظر بگیرید که بخشی از عایدات را که برای رشد تأمین مالی نیاز ندارد می‌پردازد، یا به عبارت دیگر، رشد برابر است با نرخ سرمایه‌گذاری مجدد{\displaystyle 1-D/E}. پس اگر PB تغییر نکند:
{\displaystyle {\mathit {T}}={\mathit {g}}+{\frac {{\mathit {R}}OE-{\mathit {R}}OE(1-D/E)}{{\mathit {P}}B}}}
E/BV را به جای ROE قرار می‌دهیم، معادله تبدیل می‌شود به:
{\displaystyle {\mathit {T}}={\mathit {g}}+{\frac {D}{\mathit {P}}}}
این مدل استاندارد گوردون «بازده به علاوه رشد» می‌باشد. اگر PB تغییر نکند وشرکت با نرخ سرمایه‌گذاری مجدد رشد کند، برآورد صحیحی از Tخواهد بود. اگر PB ثابت است، نسبت قیمت درآمد را می‌توان به این صورت نوشت:
{\displaystyle {\frac {\mathit {P}}{\mathit {E}}}={\frac {{\mathit {R}}OE-{\mathit {g}}}{{\mathit {R}}OE({\mathit {T}}-{\mathit {g}})}}}
از این رابطه ما بلافاصله با یک محاسبه سر انگشتی ساده {\displaystyle {\frac {{\mathit {P}}/E}{g}}}نسبت"PEG "متوجه می‌شویم که P–E نمی‌تواند مربوط به رشد باشد بلکه به ROE، بازده مورد توقع، وTبستگی دارد.
مدل Tهم چنین به مدل P/B-ROE Wilcox نزدیک است.

## مطالعه بیشتر
- Asikoglu, Yaman and Metin R. Ercan, "Inflation Flow-Through and Stock Prices," Journal of Portfolio Management, Spring 1992
- Erzegovesi, Luca, "Come impostare la previsione dei rendimenti azionari: il T-model," Economia & Management 1988, v. 2, p.  ۹۳–۱۰۴
- Estep, Tony, "Cash Flows, Asset Values, and Investment Returns: Brief Summary", Banc of America Capital Management, March 2003
- Wilcox, Jarrod and Philips, Thomas K., "The P/B-ROE Model Revisited" (March 10, 2004)
- Yamaguchi, Katsunari "Supply-side Estimate of Expected Equity Return on Industrial Japan", Security Analysts Journal, September 2005